# Tiken Jah Fakoly
Tiken Jah Fakoly, właśc. Doumbia Moussa Fakoly (ur. 23 czerwca 1968 w Odienné) – iworyjski muzyk reggae.

## Życiorys
Urodził się w 23 czerwca 1968 roku w Odienné, w północno-zachodniej części Wybrzeża Kości Słoniowej, jako Doumbia Moussa Fakoly. Pochodził z wierzącej, muzułmańskiej rodziny, która nie akceptowała jego zainteresowania muzyką w obawie, że ta odwiedzie go od religii. Swój pierwszy zespół, Djelys, założył w 1987 roku, wkrótce po śmierci ojca; grupa ćwiczyła przez trzy lata, zanim zaczęła występować. Rodzina zabroniła Fakolemu grania, więc ćwiczył w ukryciu. W tym samym czasie, na życzenie starszego brata, by się utrzymać, przez trzy lata zajmował się drobnym handlem żywnością. Na początku swojej kariery muzycznej bezskutecznie prosił o wsparcie lokalną gwiazdę reggae, Alphę Blondego. W 1991 roku pojechał do Abidżanu, gdzie spróbował swoich sił w konkursie muzycznym i nagrał kasetę w małym studio. W kwietniu tego samego roku, po powrocie do Odienné, zagrał z Djelys pierwszy koncert. Pierwszym występem w Europie Fakolego był koncert w Paryżu w 1998 roku.
Od początku teksty piosenek śpiewane przez Fakolego miały mocny wydźwięk polityczny. Artysta zaczął zdobywać popularność w regionie i został „głosem młodych”, poruszając temat trudnej sytuacji politycznej w kraju po śmierci Félixa Houphouët-Boigny w 1993 roku. Niesprawiedliwość społeczna i krytyka polityki w Wybrzeżu Kości Słoniowej i w Afryce stała się głównym tematem utworów Fakolego. Wzorcem krytycznej postawy dla artysty jest Bob Marley. Buntownicza tematyka piosenek przysporzyła iworyjskiemu muzykowi wiele problemów: utwór „Promesse de Caméléon” (pol. „Obietnice kameleona”) był tak skuteczną krytyką przewodniczącego junty, generała Roberta Guéï, że artysta został zmuszony do ucieczki z kraju i życia przez lata na emigracji w Mali.
W warstwie muzycznej, w swoich utworach Fakoly łączy jamajskie tradycje reggae z dźwiękami instrumentów z Afryki Zachodniej. Płytę African Revolution (2010) nagrał częściowo w legendarnym studio Tuff Gong na Jamajce wraz z weteranami lokalnego reggae, ale do utworów dodał także nagrania afrykańskich instrumentów takich jak kora, ngoni i balafon, które zarejestrowano w studiach Londynu, Paryża i Bamako.
Poza rodzimym Wybrzeżem Kości Słoniowej jest rozpoznawalny m.in. we frankofońskich krajach Afryki (np. w Mali), a także w ojczyźnie reggae (na Jamajce) oraz we Francji.

## Dyskografia
- 1993: Les djelys (jedynie kaseta)
- 1994: Missiri (jedynie kaseta)
- 1996: Mangercratie
- 2000: Cours d’histoire
- 2002: Françafrique
- 2004: Coup de gueule
- 2005: L’artiste du moi > 08/05
- 2007: L’Africain
- 2008: Live a Paris
- 2008: Le caméléon
- 2010: African Revolution
- 2012: Alerte
- 2014: Dernier Appel
- 2015: Racines
- 2019: Le monde est chaud

Źródło: Discogs.com.